# Loni Sanders
Loni Sanders (* 12. Januar 1958 in Los Angeles, Kalifornien, als Jennifer Lynn Wren) ist eine US-amerikanische Pornodarstellerin mit japanischen Wurzeln.

## Werdegang
Auf der Internet Adult Film Database (IAFD) sind knapp 100 Performer Credits für sie hinterlegt, bei der Internet Movie Database wird sie mit knapp über 30 Rollen geführt. In den einschlägigen Datenbanken taucht der erste Film mit der Jahresangabe 1979 auf, der Schwerpunkt ihres Schaffens liegt in der ersten Hälfte der 1980er Jahre. Ab Mitte des Jahrzehnts listet die IAFD nur noch Kompilationen auf, die bereits existierendes Material neu zusammenstellen. Dazu gehören u. a. True Legends of Adult Cinema: The Cult Superstars (1993), Loni Sanders: Sweet Little Sexpot (2005), Classic Cock Fiends (2014) und Tramps of Old School Porn (2015).
Neben ihrem bekanntesten Pseudonym Loni Sanders wurde sie in Einzelfällen auch in ähnlicher Schreibweise als „Loni Saunders“ sowie mit anderen Aliasen wie „Brenda Vaughn“ respektive „Brenda Vaighn“, „Michelle Cole“, „Cherry Roland“ oder „Sandy Brown“ in Vor- bzw. Abspann genannt.

## Rezeption
In dem Film Never So Deep von Regisseur Gerard Damiano, einer der „klassischen Porno-Komödien“, spielt Loni Sanders gemeinsam mit Mike Ranger die Hauptrolle. Das damalige Paar zeige eine „großartige Chemie“ und eine „tolle Performance“. Ihre Szene sei (gemeinsam mit der von Maria Tortuga und Paul Thomas) die beste des Films. In der Rezension zu „Sex Boat“ wird sie als „sehr lieblich“ (englisch uber lovely) bzw. „sehr süß“ (englisch uber cute) bezeichnet. In der Besprechung zum Film „8 to 4“ heißt es zur dritten Szene, die gesamte Laufbahn Loni Sanders’ zusammenfassend, dass Sanders auf dem Bildschirm nie schlecht ausgesehen habe und dieser Film keine Ausnahme sei.
Zusammen mit bekannten Akteuren wie Ron Jeremy, Traci Lords, Ginger Lynn und Christy Canyon gehört sie jener Epoche bzw. Riege von Darstellern an, mit deren Namen der Absatz von Filmen gesteigert werden sollte, während „später rein die Darstellung von Sex als Verkaufsargument“ im Vordergrund stehe, so die Einschätzung von Vincent Terrace.

## Privates
Sie ist das Kind eines amerikanischen Vaters und einer japanischen Mutter.
Mitte der 1980er Jahre war sie mit Steve Hirsch, einem der beiden Gründer der mittlerweile börsennotierten Filmproduktionsgesellschaft Vivid Entertainment Group, liiert.

## Auszeichnungen
Bei der 23. Vergabe des XRCO Award, die im April 2007 stattfand, wurde sie neben Mai Lin als „Filmpionier“ in die XRCO Hall of Fame aufgenommen. Auch bei dem von Adult Video News vergebenen AVN Award wurde sie in die „Hall of Fame“ aufgenommen.

## Filmografie (Auswahl)

### Eigenständige Werke
- 1980: Dream Lovers (Vidco Entertainment)
- 1980: Sexboat (VCX)
- 1981: 8 to 4 (Caballero Home Video)
- 1981: Naughty Network (Caballero Home Video)
- 1981: Never So Deep (VCX)
- 1982: Up 'n Coming (Caballero Home Video)
- 1985: Ginger on the Rocks (Vivid)

### Kompilationen
- 1993: True Legends of Adult Cinema: The Cult Superstars (VCA)
- 1999: Bucky Beaver's Triple XXX Rated Stags, Loops and Peeps 193 (Something Weird Video)
- 2002: Splatterhouse 11 (Pleasure Productions)
- 2002: Sulka Superstar (Leoram Inc)
- 2005: Loni Sanders: Sweet Little Sexpot (Alpha Blue Archives)
- 2012: Retro Teens And Steamy Wet Dreams (Western Visuals)
- 2013: Now Thats How You Orgy (Western Visuals)
- 2014: Classic Cock Fiends (Western Visuals)
- 2015: Tramps of Old School Porn (Western Visuals)